# Station Shin-Okubo
Station Shin-Ōkubo (新大久保駅, Shin-Ōkubo-eki) is een treinstation in Shinjuku (Tokio) in Japan. Het station werd geopend op 15 november 1914. Station Shin-Ōkubo heeft slechts één uitgang.
Station Shin-Ōkubo bevindt zich op ongeveer 5 minuten lopen van de bekende wijk Kabukichō in Shinjuku. Het station ligt minder dan een kilometer ten noorden van het drukke Station Shinjuku. Het station Okubo dat aan de Chuo-Sōbu-lijn ligt op een 3-tal minuten lopen van het station Shin-Okubo.

## Lijnen
- JR East
  - Yamanote-lijn

## Incidenten
Op 26 januari 2001 kwamen een 47-jarige fotograaf uit Yokohama en een 26-jarige Koreaanse student om het leven in het station. Het ongeval gebeurde tijdens een poging om een dronken Japanse man die op de sporen was gevallen te redden. Zij werden overreden door een trein van de Yamanote-lijn. De dronken man kwam eveneens om het leven in het ongeval. Het leven van de Koreaanse student vormde de basis voor de film Anata wo Wasurenai (Japans:あなたを忘れない, Anata wo Wasurenai;Koreaans: 너를 잊지 않을거야, Neoleul Ijji Nanheulgeoya; Engels:26 Years Diary). De film werd in 2007 in Japan uitgebracht en in 2008 in Korea.
Shinagawa · Ōsaki · Gotanda · Meguro · Ebisu · Shibuya · Harajuku · Yoyogi · Shinjuku · Shin-Ōkubo · Takadanobaba · Mejiro · Ikebukuro · Ōtsuka · Sugamo · Komagome · Tabata · Nishi-Nippori · Nippori · Uguisudani · Ueno · Okachimachi · Akihabara · Kanda · Tokio · Yūrakuchō · Shinbashi · Hamamatsuchō · Tamachi · Shinagawa